# Первый дивизион Лиги Ирландии
Пе́рвый дивизио́н Ли́ги (ирл. Céad Roinn Sraith na hÉireann) — вторая лига по силе, значимости и популярности дивизион профессионального футбола Ирландии. В лиге принимают участие 12 клубов, победитель выходит в Премьер-Лигу.

## Участники сезона 2010
- Атлон Таун
- Дерри Сити
- Корк Сити ФОРАС
- Лимерик
- Лонгфорд Таун
- Мервю Юнайтед
- Солтхил Девон
- Уотерфорд Юнайтед
- Уэксфорд Ютс
- Финн Харпс
- Шелбурн

## Победители лиги
- 2006 Шемрок Роверс
- 2007 Коб Рамблерс
- 2008 Дандолк (футбольный клуб)
- 2009 ЮКД